# Семеро проти Фів (Есхіл)
«Семеро проти Фів» (дав.-гр. Ἑπτὰ ἐπὶ Θήβας) — трагедія давньогрецького драматурга Есхіла, кінцева частина фіванської тетралогії (перші дві, «Лаій» та «Едіп» не збереглися). П'єса була вперше поставлена в 467 до н. е..

## Дійові особи
- Етеокл
- Вісник (вивідач)
- Антігона
- Ісмена
- Вісник
- Хор фіванських дівчат

## Сюжет

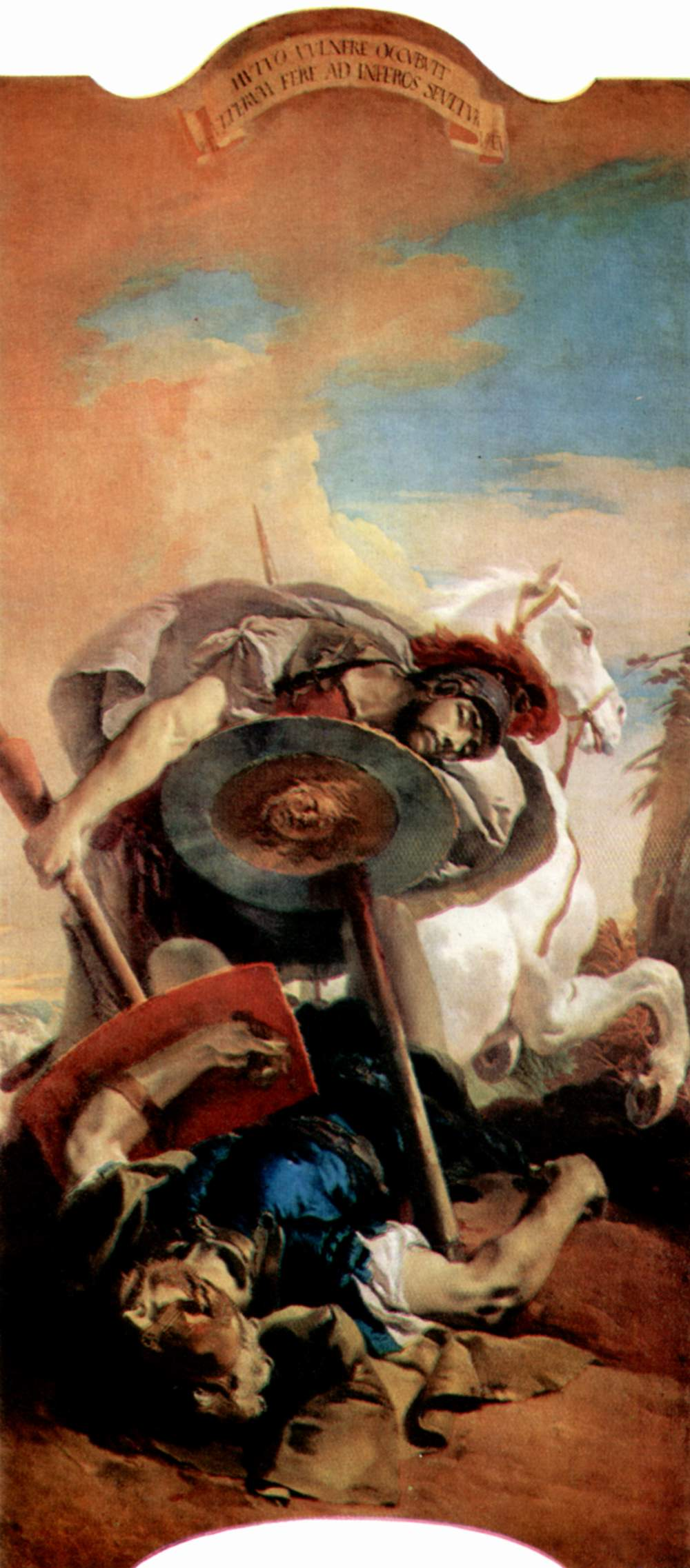
Етеокл і Полінік, картина Джованні Баттіста Тьєполо

Трагедія описує військовий похід сімох воєначальників на Фіви, який розпочався через боротьбу за владу над царством Фів між Етеоклом і Полініком, після смерті їхнього батька, Едіпа. Похід завершується невдачею, місто Фіви вистояло, але під час битви гинуть, убивши один одного, брати Етеокл і Полінік.
| Брама             | Нападник        | Оборонець |
| ----------------- | --------------- | --------- |
| Претова брама     | Тідей           | Меланіпп  |
| Брама Електри     | Капаней         | Поліфонт  |
| Неістейська брама | Етеокл з Аргосу | Мегарей   |
| Брама Афіни-Онки  | Гіппомедонт     | Гіпербій  |
| Північна брама    | Партенопей      | Актор     |
| Гомолойська брама | Амфіарай        | Ласфен    |
| Сьома брама       | Полінік         | Етеокл    |